# Phytomyza vernalis
Phytomyza vernalis este o specie de muște din genul Phytomyza, familia Agromyzidae, descrisă de Franz Groschke în anul 1957.
Este endemică în Germania. Conform Catalogue of Life specia Phytomyza vernalis nu are subspecii cunoscute.